# كليف إليس
كليف إليس (بالإنجليزية: Cliff Ellis)‏ هو مدرب كرة سلة أمريكي، ولد في 5 ديسمبر 1945 في ماريانا في الولايات المتحدة.

## روابط خارجية
- كليف إليس على موقع كلية كرة السلة في سبورتس رفرنس.كوم (الإنجليزية)